# Pradědský okruh
První automobilový závod na okruhu se v Československu uskutečnil v okolí Karlovy Studánky. Místem legendární 1. Československé Tourist Trophy v roce 1926 se stal Pradědský okruh.

## Vznik a vývoj
První závod se uskutečnil v roce 1926 na okruhu u Karlovy Studánky v Jeseníkách. Start a cíl byly v Karlově Studánce u hotelu Hubertus, kde bylo i parkoviště závodních strojů a depo. Jelo se proti směru hodinových ručiček. Trasa silničního, přírodního okruhu vedla z Karlovy Studánky přes Ludvíkov - Vrbno pod Pradědem – Bílý Potok a Vidly zpět do Karlovy Studánky po silnici přes Sedlo pod Lyrou. Videlská silnice byla postavena v roce 1912. Okruh byl dlouhý 22,4 km a překonával značný výškový rozdíl (464 m) s maximálním stoupáním 7%. Nejnižší místo trati bylo ve Vrbně pod Pradědem 540 m n. m., nejvyšší v sedle na Videlské silnici v Sedle pod Lyrou v nadmořské výšce 1004 m n. m. Lyra (1099 m n. m.) a Ostrý vrch (1230 m n. m.) jsou západní rozsochou masivu Pradědu. Podle této nejvyšší moravské hory dostal okruh jméno.
Pořadatelství se ujal agilní Moravsko-slezský automobilový klub (MSAC, Mährisch-Schlesischer Automobil Club) z Brna, který v té době již měl zkušenosti s pořádáním závodů do vrchu Ecce Homo (1921) a Autoklub Republiky Československé (AKRČs.) z Prahy. Německý a český autoklub inspirovala především britská Tourist Trophy, která se jezdí na přírodní trati dodnes a vyniká svou náročností i počtem přes 260 obětí. Po vzoru závodu na ostrově Man vznikl Pradědský okruh a v roce 1926 přilákal na start první závodníky. V letech 1927 a 1928 se závodu zúčastnili také slavní jezdci Eliška a Čeněk Junkovi. III. ročníkem (1928) však historie tohoto závodu skončila.

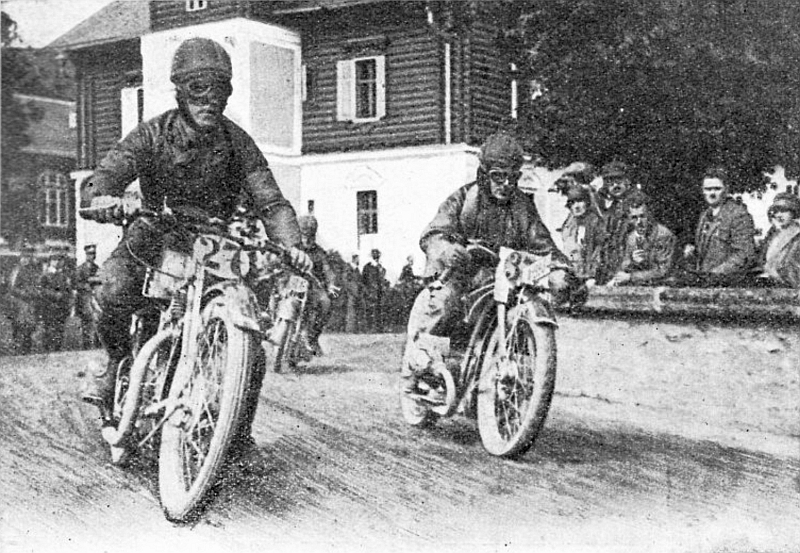
Rupert Karner na Sunbeamu (vpravo) podjíždí Antona Bauhofera na BMW, třída do 500 ccm (1926)

IV. ročník byl v termínové listině naplánován na 9. červen 1929 jako mezinárodní závod na okruhu Praděd, avšak už se neuskutečnil. V oznámení uveřejněném již v lednu byl naznačen úmysl Československého automobilového klubu pro Moravu a Slezsko (ČAMS) vyhledat nový okruh náhradou za Pradědský okruh. Karel Fr. Štursa, tajemník ČAMS sdělil, že krajinově je Pradědský okruh bez konkurence, ale má i své slabé stránky. Především to je značná vzdálenost od větších měst a těžko překonatelná neochota k dalším podobným závodům majitele Karlovy Studánky (Řád německých rytířů). Hlučné závodní stroje totiž rušily lázeňské hosty. Z podobných důvodu zřejmě předtím (v roce 1926) skončil i závod do vrchu Karlovy Vary (Panorama). Nový okruh by měl zajistit větší návštěvu platících diváků, tím zlepšení financí a následně zvýšit peněžité ceny pro vítěze. To by pak úměrně zvýšilo zájem z ciziny jak diváků, tak továrních značek a jezdců.
Byla za tím účelem ustanovena komise ČAMS, aby okruhový závod mohl být uskutečněn již v roce 1930. Okruh by měl být 25–30 km, na dobrých a dosti širokých silnicích. Okruh musí mít stoupaní a klesání, také dost zatáček a pokud možno málo osad. Komise byla složena ze skutečných odborníků, což již samo o sobě dávalo naději, že vhodný okruh bude nalezen. První závod na novém okruhu dlouhém 29,194 km se konal 28. září 1930 a přihlíželo mu více než 100000 diváků. Vhodný terén byl nalezen a okruh postaven nedaleko Brna. Podle svého donátora dostal název: Masarykův okruh.

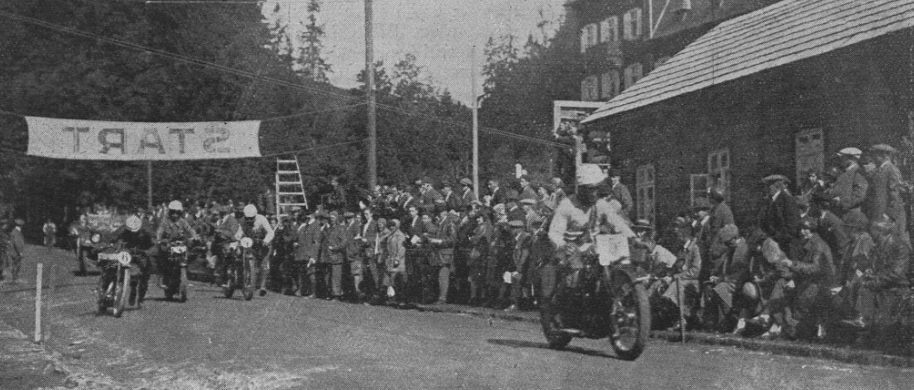
Start třídy 250 ccm v Karlově Studánce. V popředí pozdější vítěz olomoucký Bohumil Maťha na BMW (Pradědský okruh 1926)

### 1. ročník 1926

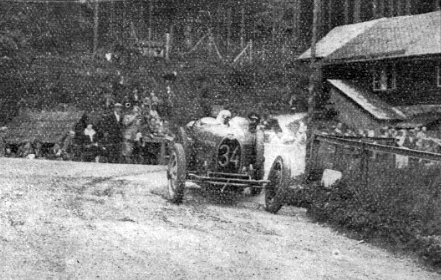
Čeněk Junek, Bugatti T35B, Pradědský okruh, absolutní vítěz a třídy přes 1500 ccm (1927)

Již 1. ročník uskutečněný 20. června 1926 se jel s mezinárodní účastí motoristů z Rakouska, Německa a Anglie. Mezi čestnými hosty byl i slezský zemský prezident dr. Josef Šrámek a bývalý závodník, tehdejší zaměstnanec L&K Václav Vondřich. Závod byl vypsán pro motocykly do 250, do 350 a do 500 cm3 a také pro automobily do 750 a 1100 cm3. Startovalo se o 8. hodině ranní hromadně po jednotlivých kategoriích. Závodníci vyjeli z Karlovy Studánky za zaváděcím vozem a teprve tam jim byla uvolněna trať.
Pro každou třídu byly vypsány peněžní ceny 5000, 3000 a 2000 Kč. Celkem startovalo 28 motocyklů ve 3 třídách. V třídě do 250 cm³ z 8 přihlášených odstartovaly 4 motocykly, předepsaných 10 kol (224 km) dokončili pouze 2 jezdci. Zvítězil olomoucký Bohumil Maťha na BMW v čase 3:24:15,9 h, v průměrné rychlosti 65,8 km/h. V kubatuře do 350 ze 16 přihlášených odstartovalo 10 strojů, z nichž plných 14 kol (313,6 km) dokončili rovněž jen 2 jezdci. Zvítězil Alois Kraus na stroji Royal Enfield v čase 4:15:48,3 h a dosáhl průměrné rychlosti 73,5 km/h. V nejpočetněji obsazené třídě do 500 cm³ (19 přihlášených, 14 startujících) dojelo do cíle 14. kola 5 strojů. V dramatickém závěru zvítězil Rakušan Rupert Karner na Sunbeamu v čase 4:02:17,5 h (77,5 km/h) před Antonem Bauhoferem z Německa na BMW, který zaostal jen 2,5 vteřiny za vítězem, a Chaloupkou na Scottu. Karner zajel v posledním 14. kole nejrychlejší kolo motocyklů za 15:32,5 min s průměrem 86,5 km/h.
V automobilech do 750 cm³ byl přihlášen jediný vůz Austin. Řídil jej jezdec-amatér, továrník Leo Karger, avšak nedojel do cíle, protože nehoda krátce před cílem jej připravila o zasloužený úspěch (v 6. ze 7 vypsaných kol). V kategorii do 1100 cm³ startovalo 6 vozů, z nichž většina závod nedokončila. Plných 10 kol splnili Ing. H. Vodička a Dr. Salcher (oba na voze Tatra). Zprávy ze závodu neupřesňují na jakém typu vozu "tatrováci" jeli, buď se jednalo o Tatry 11 nebo o typ 12, které kubaturou odpovídají třídě do 1,1 l, pouze u Salchera bylo uvedeno, že jel s normálním sériovým vozem. Vítěz Vodička dosáhl času 3:25:33,2 h, což odpovídá průměrné rychlosti 65,4 km/h. Nejrychlejšího kola dosáhl Bedřich Soffer na Senéchalu v čase 18:56 min (77 km/h), ale pak v následujícím (5. kole) odpadl. Za nejrychlejší kolo však Soffer získal cenu nazvanou po nedávno zesnulém (11. září 1925) předsedovi AKRČs., prof. MUDr. Otakaru Kukulovi.

### 2. ročník 1927
Před konáním 2. ročníku Československé Tourist Trophy došlo mezi pořadateli 1. ročníku k rozkolu. Každý z nich uspořádal svůj vlastní závod. Pražský AKRČs, který pochopitelně držel hůl za delší konec, uspořádal svůj vlastní, motocyklový závod, II. ročník Československé Tourist Trophy na nově vzniklém okruhu v Praze délky 8,2 km mezi Kbely, Letňany a Vysočany (Klíčov).  Na okruhu v Jeseníkách se jel jen II. mezinárodní závod pod Pradědem jako volný závod pro motocykly a automobily Tourist Trophy MSAC. Jelo se 19. června a v nejsilnější kategorii automobilů přes 1,5 l zvítězil Čeněk Junek před manželkou Eliškou (oba Bugatti).
Tak jako v prvním ročníku i v tomto roce počasí až tak závodu nepřálo. V sobotu před závodem začalo pršet a prudký liják trval až do nedělního rána, kdy byl start. Závod automobilů byl rozdělen do tří samostatných závodů. Závod nejsilnějších vozů přes 1,5 l na 14 kol (313,6 km) opanovali manželé Junkovi. Čeněk Junek (Bugatti T35B) ve znamenité kondici jel obdivuhodně pravidelně a absolvoval závod v průměru 89,6 km/h a v nejlepším čase dne (3:30:02 h). Nejrychlejší kolo zajel za 14:47,2 min v průměru 99,894 km/h. Eliška Junková startující rovněž v této kategorii na slabším Bugatti T35C obsadila 2. místo a zaostala za manželem o 11 minut a 11 vteřin.

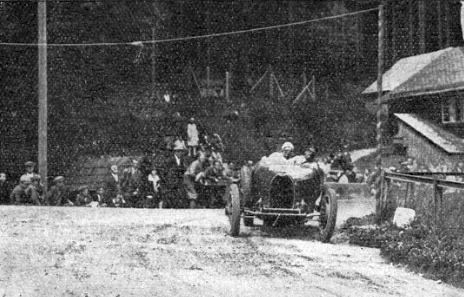
Eliška Junková, Bugatti T35C, Pradědský okruh (1927)

Kategorii vozů do 1,5 l pro sebe získal Hugo Urban-Emmerich na Talbotu (4:34:47,8 h) před Hönischem na Bugatti T37. Vavřín v kategorii do 1,1 l, která se jela na 10 kol (224 km), pro brněnskou Zbrojovku získal Rychard Müttermüller v čase 3:06:15,7 h. Úspěch Zetky byl dokonán i třetím místem Karla Stohanzla a šestým místem Bedřicha Soffera, který zajel nejrychlejší kolo třídy za 18:10,9 min. Všichni zbrojováci jeli na typu Z 18 Sport, avšak Sofferův vůz byl osazen novým motorem Z 2. To byl dvoudobý přeplňovaný šestiválec s protiběžnými písty o zdvihovém objemu 1085 cm3. V závodech automobilů do 1,1 l byly i nějaké havárie. Fritz Hückel na vlastním voze FH měl hned v prvním kole kolizi s mostním zábradlím, v druhém kole ing. Vodička na Tatře skončil v příkopu a ve 3. kole se srazili Kaš na Imperii se Sofferem (Z18), ale oba závod dojeli.
V doprovodném, klubovém závodě motocyklů, který se jel ve formě handicapu stanoveném W. Proskowetzem, na 4 kola (89,6 km) v kategorii přes 500 cm³ zvítězil Zdeněk Pohl na stroji Harley-Davidson. V dalších kategoriích na 3 kola (67,2 km) do 250 cm³ zvítězil Winkler (Moto Guzzi), do 350 Günther (AJS) a do 500 cm Ochrana (Sunbeam).

### 3. ročník 1928
III. ročník mezinárodního závodu na okruhu pod Pradědem uspořádaly 3. června 1928 společně MSAC a Československý automobilový klub pro Moravu a Slezsko (ČAMS), který měl již zkušenosti s pořádáním mezinárodního závodu do vrchu Brno-Soběšice (od roku 1924). K uspokojení četných diváků byla u startu a cíle postavena tribuna pro 400 diváků.
Jednotlivé kategorie motocyklů odstartoval o 10. hodině dopolední Jaroslav Kalva, s časovými odstupy od nesilnější po nejslabší. V závodě motocyklů do 500 cm³ na 8 kol (179,2 km) prvá dvě místa obsazují jezdci na strojích BMW, Rakušan Karl Gall (1:56:12,9 min) a Němec Anton Bauhofer před Bohumilem Turkem na Nortonu. Startovalo 10 motocyklistů. Nejpočetněji byla zastoupena značka BMW a Norton, vždy se 3 stroji. Nejrychlejší kolo mezi 12 startujícími zajel Gall za 14:12 min (94,6 km/h) a jakožto absolutní vítěz získal mimo ceny za 1. místo v kategorii 5000 Kč i hlavní cenu 10000 Kč.

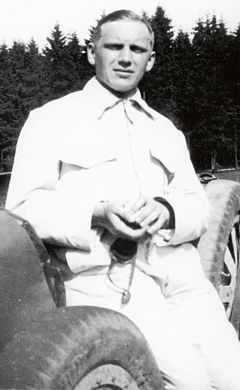
Čeněk Junek (1894-1928), absolutní vítěz závodu automobilů 1927 a držitel nejrychlejších kol závodu v roce 1927 a 1928

Stejně dlouhý závod třídy do 350 cm³ pro sebe získal Francouz G. Perrotin na Terrotu před Hugem Tichým na stejném stroji. V třídě do 250 cm³ zajel nejrychlejší kolo Němec Willy Henkelmann na stroji DKW za 17:04 min (78,8 km/h). Vítězem této třídy na 6 kol (134,4 km) s 10 startujícími se však stal Němec Walfried Winkler na DKW před M. Vychodilem na stroji Gringley. Závod do 250 cm³ byl poznamenám tragédií. Oldřich Šolc (New Hudson)se hned v 1. kole v zatáčce u Ludvíkova srazil se strojem Phillipa (Norton). Tomu se naštěstí nic nestalo, ale Šolc vyletěl ze silnice přes potok Bílé Opavy, narazil na strom a zabil se.
V odpoledních závodech automobilů byla čestná cena ministerstva národní obrany za nejrychlejší kolo automobilu československé výroby udělena Leo Kargerovi na voze Z 18 (Zbrojovka Brno), které ujel za 16:03,7 min (82,2 km/h). To bylo v kategorii vozů do 1100 cm³, která se jela na 12 kol (268,8 km) a zvítězil v ní Fr. Liebig na voze Amilcar za 3:38:35,8 min před Arnoštem Procházkou (Ernst Prochaska) a Josefem Mamulou na Zetkách Z 18. Nejrychlejší kolo v třídě do 1,5 l zajel Otakar Bittmann. V této třídě startovaly 4 vozy: Adolf Szczyzycki a Jaroslav Konečník na Wikovech 7/28, kteří oba skončili již v prvním kole, a doc. Dr. Otakar Bittmann a Miloš Bondy, oba na Bugatti T37. Bondy rovněž skončil hned po 1. kole. Přestože Bittmann mohl jet volným tempem až do cíle a vyhrál by, i tak jel, seč stroj mohl. V šestém kole nikým neatakován vyjel ze silnice. Ještě se vrátil na trať, ale v 7. kole opět zopakoval výlet mimo trať a ulomil na voze kola.
V třídě nad 1,5 l Junek na Bugatti T35B zajel nejrychlejší kolo závodu, ale i v této kategorii všechny tři startující vozy nedojely do cíle. Junek jezdící bezpečně v čele v průběhu 11. kola z 15 havaroval mezi 15. a 16. km trati. Narazil na patník, strhl několik metrů zábradlí a sjel několik metrů ze stráně, přičemž poškodil stroj tak, že nebyl schopen další jízdy. V této kategorii měla startovat i Eliška Junková, ale ta při sobotním tréninku tak poškodila svou bugatku (T35C), že se ani po usilovné noční práci nepodařilo do nedělního rána auto uschopnit. Ve dvou kategoriích závodních automobilů tak pro nehody a poruchy strojů nedokončil závod ani jeden vůz. Bittmann a Junek obdrželi čestné ceny za nejrychleji jetá kola závodu.

## Výsledky automobilů
| Ročník | Datum      | Délka trati | Vítěz           | Vůz          | Čas         | Rychlostní průměr |
| 1      | 1926-06-20 | 224,0 km    | Ing. H. Vodička | Tatra        | 3:25:33,2 h | 65,4 km/h         |
| 2      | 1927-06-19 | 313,6 km    | Čeněk Junek     | Bugatti T35B | 3:30:02,0 h | 89,6 km/h         |
| 3      | 1928-06-03 | 268,8 km    | Fr. Liebig      | Amilcar      | 3:38:35,8 h | 73,8 km/h         |